# 円覚寺
円覚寺（えんがくじ）は、神奈川県鎌倉市山ノ内にある寺院。正式には瑞鹿山円覚興聖禅寺（ずいろくさんえんがくこうしょうぜんじ 山号: 瑞鹿山）と号する。臨済宗円覚寺派の大本山であり、鎌倉五山第二位に列せられる。本尊は宝冠釈迦如来、開基は北条時宗、開山は無学祖元である。
鎌倉時代の弘安5年（1282年）に鎌倉幕府執権・北条時宗が元寇の戦没者追悼のため中国僧の無学祖元を招いて創建した。北条得宗の祈祷寺となるなど、鎌倉時代を通じて北条氏に保護された。
JR北鎌倉駅の駅前に円覚寺の総門がある。境内には現在も禅僧が修行をしている道場があり、毎週土曜日・日曜日には、一般の人も参加できる土日坐禅会が実施されている。かつて夏目漱石や島崎藤村、三木清もここに参禅したことが知られる。神奈川県の歴史的風土特別保存地区に指定されている。

## 歴史

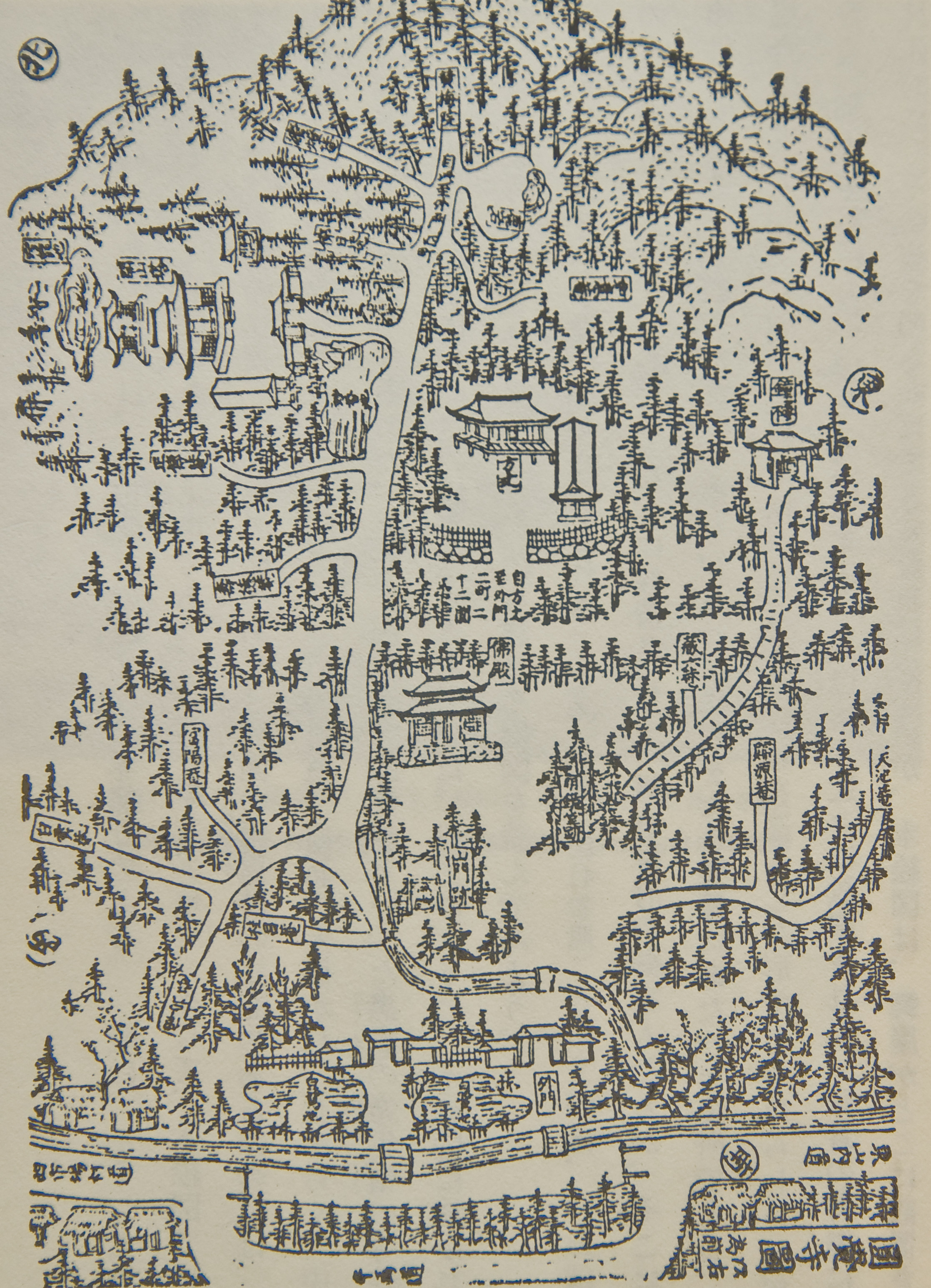
円覚寺の図（新編鎌倉志）

鎌倉幕府8代執権北条時宗（1251年 - 1284年）は、仏法興隆とともに、元（蒙古）軍の襲来した文永、弘安の役の両軍戦没者の菩提を弔うため、円覚寺創建を発願した。寺は弘安4年（1281年）から建立が始められ、翌弘安5年（1282年）に無学祖元（仏光国師）を開山（初代住持）に迎えて開堂供養が行われた。時宗は当時鎌倉にいた中国出身の高僧蘭渓道隆（建長寺初代住職）を師として禅の修行に励んでいたが、その蘭渓が弘安元年（1278年）7月に没してしまったため、時宗は代わりとなる高僧を捜すべく、建長寺の僧2名を宋に派遣した。これに応じて弘安2年（1279年）に来日したのが無学祖元である。鎌倉にはすでに時宗の父・北条時頼が創建した禅寺の建長寺が存在していたが、官寺的性格の強い同寺に対し、当初の円覚寺は北条氏の私寺であった。また、円覚寺の創建については、中国に帰国しようとしていた無学祖元を引き止めようとしたという事情もあったと言われる。
山号の「瑞鹿山」は、円覚寺開堂の儀式の際、白鹿の群れが現われ、説法を聴聞したという故事によるものとされ（『元亨釈書』等による）、今も境内にはその鹿の群れが飛び出してきた穴と称する「白鹿洞」がある。また寺号の「円覚」は、時宗と蘭渓道隆とが寺を建てる場所を探している際、現在の円覚寺がある場所に至り地面を掘ったところ、地中から石櫃（いしびつ）に入った円覚経という経典が発掘されたことによるという（『本朝高僧伝』等による）。
当寺では元寇で戦死した日本の武士と元軍（モンゴル・高麗等）の兵士が、分け隔てなく供養されている。
円覚寺は弘安10年（1287年）以降たびたび火災に遭っている。中でも応安7年（1374年）の大火、大永6年（1526年）の里見義豊の兵火、永禄6年（1563年）の大火、元禄16年（1703年）の震災などの被害は大きく、1923年（大正12年）の関東大震災でも仏殿などが倒壊する被害を受けている。

## 伽藍

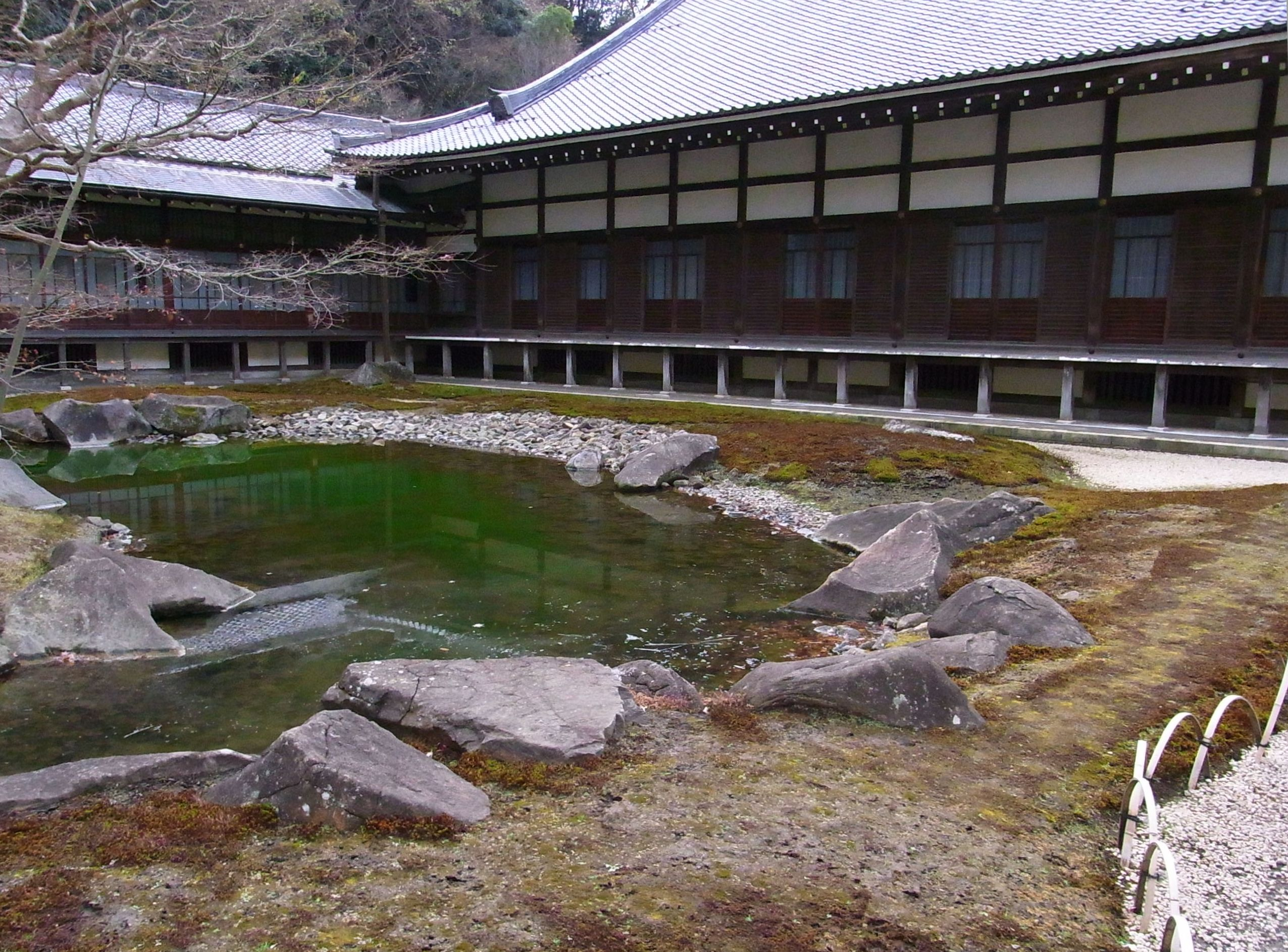
円覚寺方丈

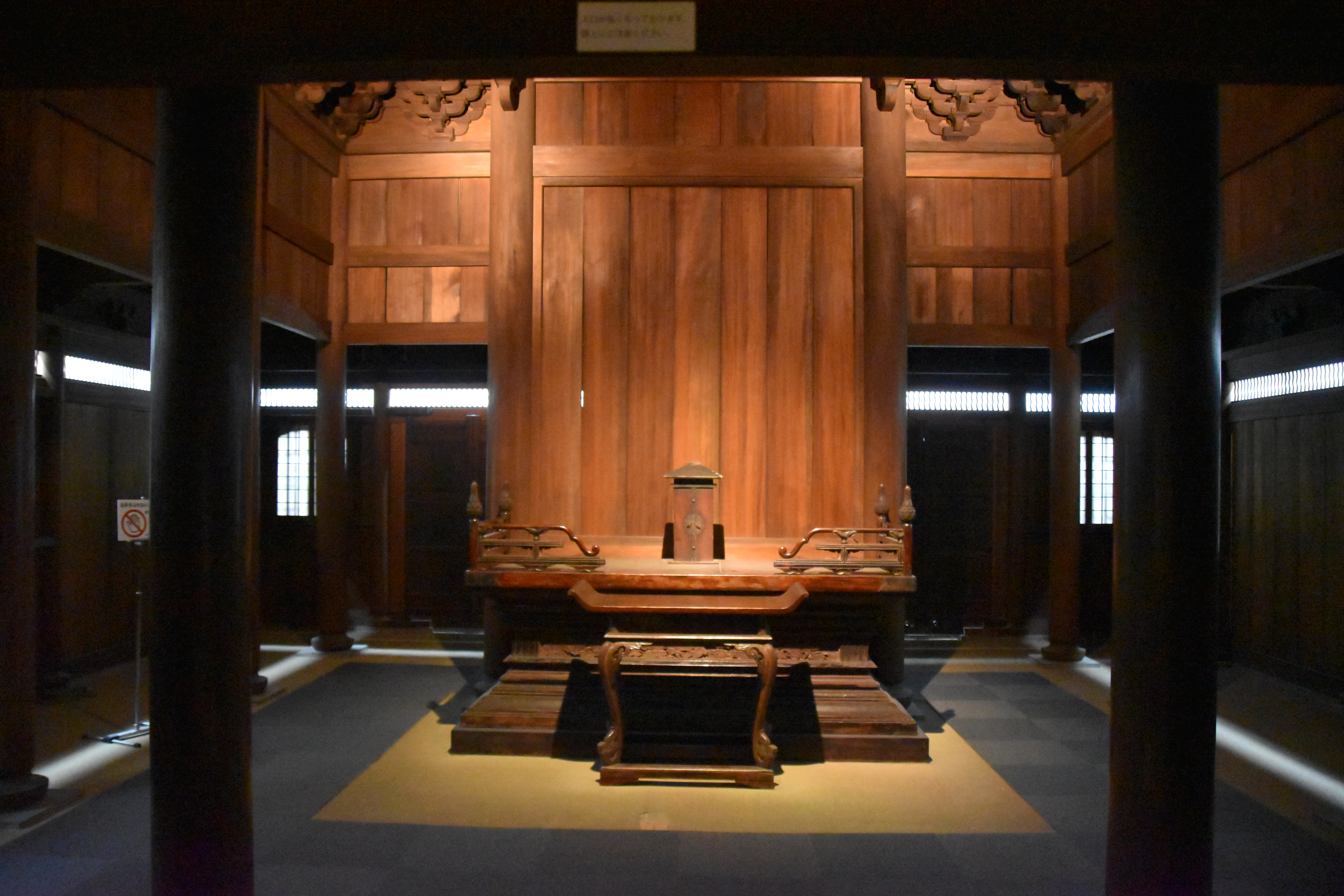
円覚寺舎利殿内部（実物模型）

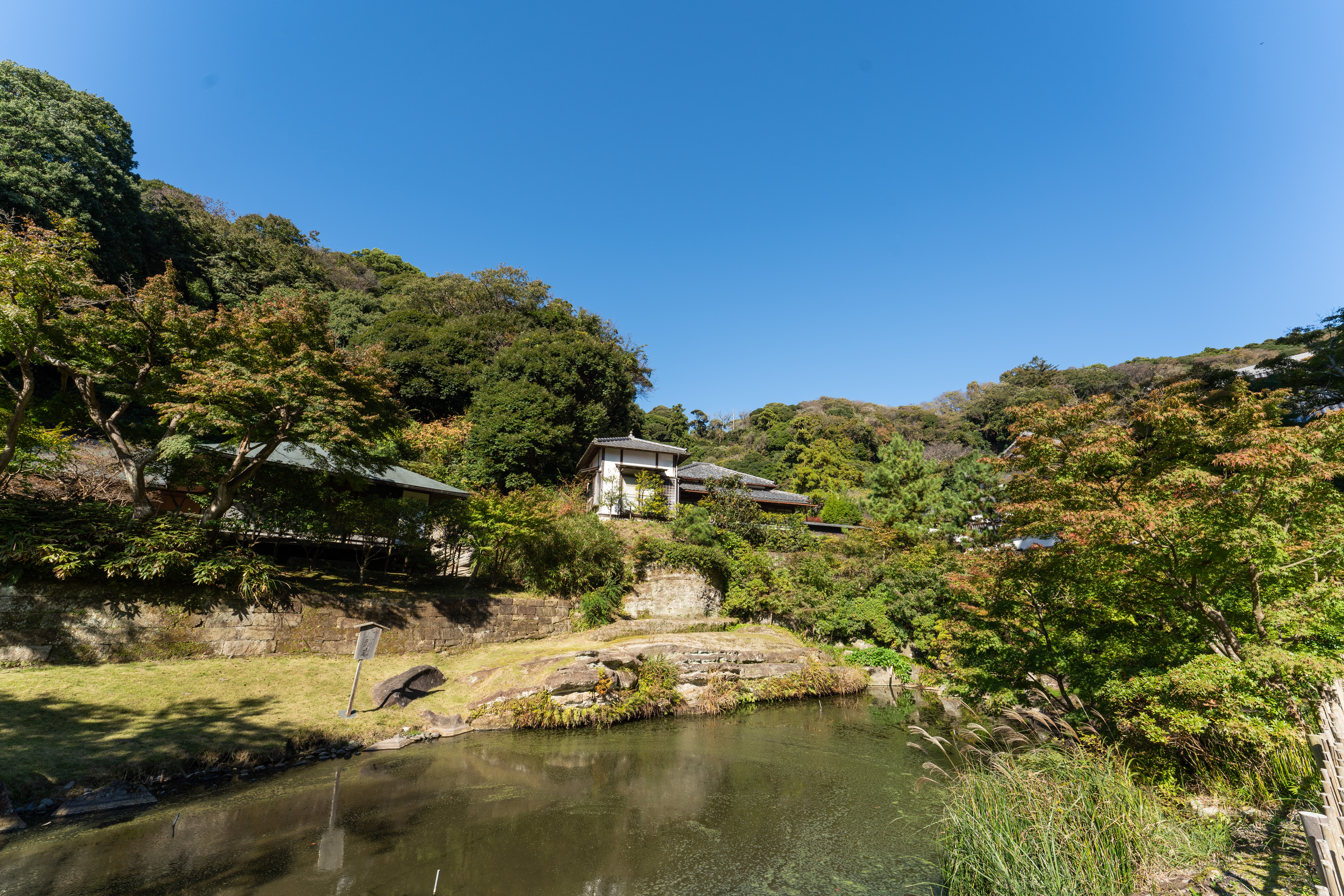
円覚寺妙香池

創建当時は、総門、三門（山門）、仏殿、法堂（はっとう）、方丈が、一直線に並ぶ典型的な禅宗様伽藍配置であった。永禄6年（1563年）の大火で古い建物は失われた（舎利殿は他所からの移築）。法堂は再建されていない。
馬道（めどう、うまみち）
北鎌倉駅前の山ノ内交番付近で鎌倉街道に並行している小道。本来の円覚寺境内は鎌倉街道が通る位置も含み、鎌倉側、大船側の境内外境にそれぞれ門が設置されていたため、馬道が境内を通らない迂回路として形成された。馬道と鎌倉街道との間に円覚寺境界の土塁がある。なお、鎌倉街道にあった門は、関東大震災で倒壊した後再建されず、近年まで門柱の一部のみ残存していたが、これも撤去されている。
白鷺池（びゃくろち）
円覚寺総門の手前、横須賀線の踏切を渡った向かい側に位置する池で、円覚寺境内の一部である。明治時代に軍港横須賀に通じる鉄道（現・JR横須賀線）の建設にあたって、無理やり円覚寺境内に線路を通過させたため、このような位置関係になっている。「白鷺池」の名前は、開山無学祖元が鎌倉入りした際に、鶴岡八幡宮の神の使いが白鷺に身を変えて案内したという故事に因むという。
総門
瑞鹿山の額が掲げられている。
三門（山門）
天明5年（1785年）、大用国師誠拙周樗が再建したものと言われる。「円覚興聖禅寺」の額字は伏見上皇の勅筆とされる。楼上には十一面観音、十六羅漢像などが安置される。- 円覚寺三門（山門）
- 山門に掲げられた扁額

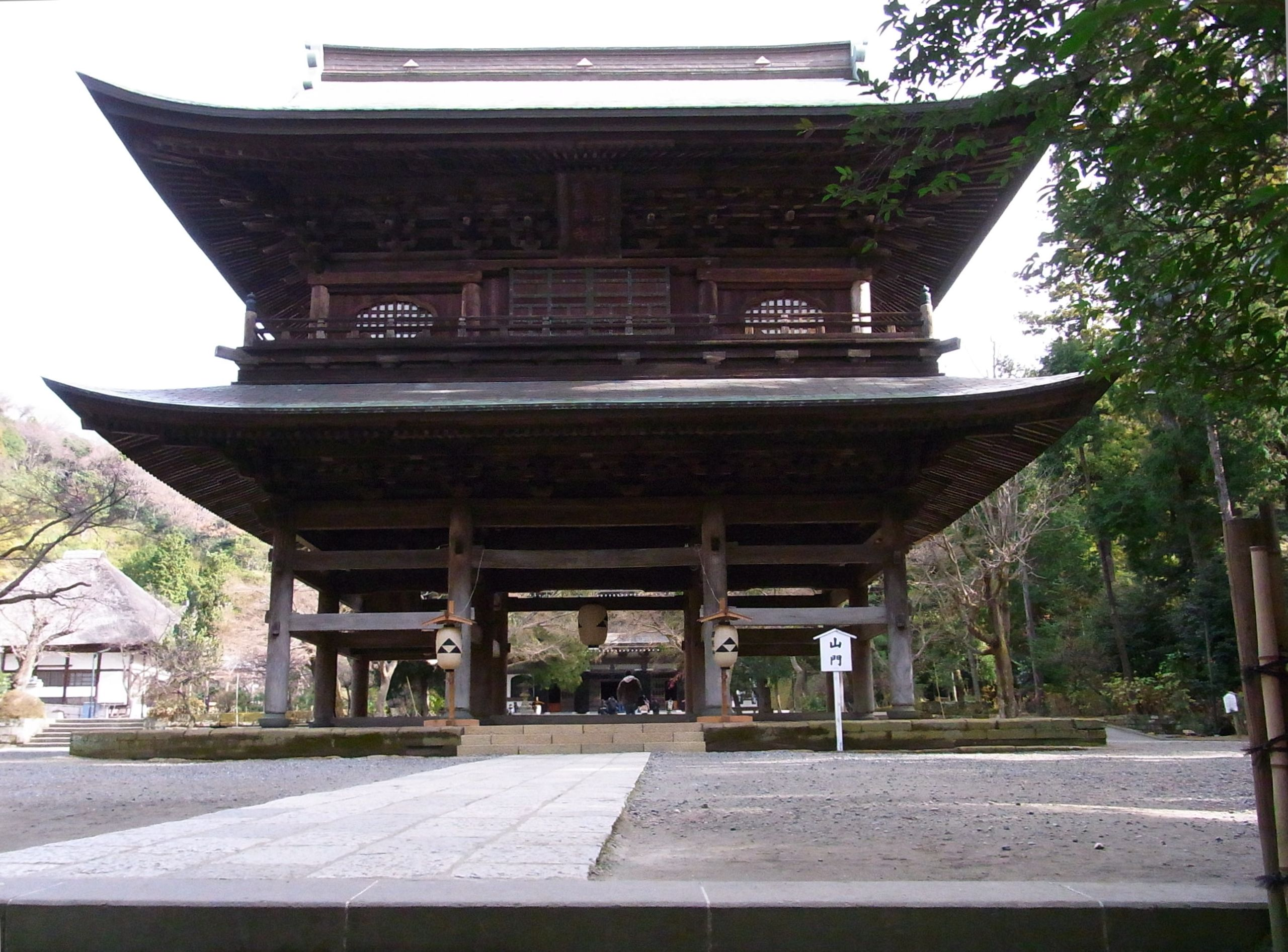
円覚寺山門
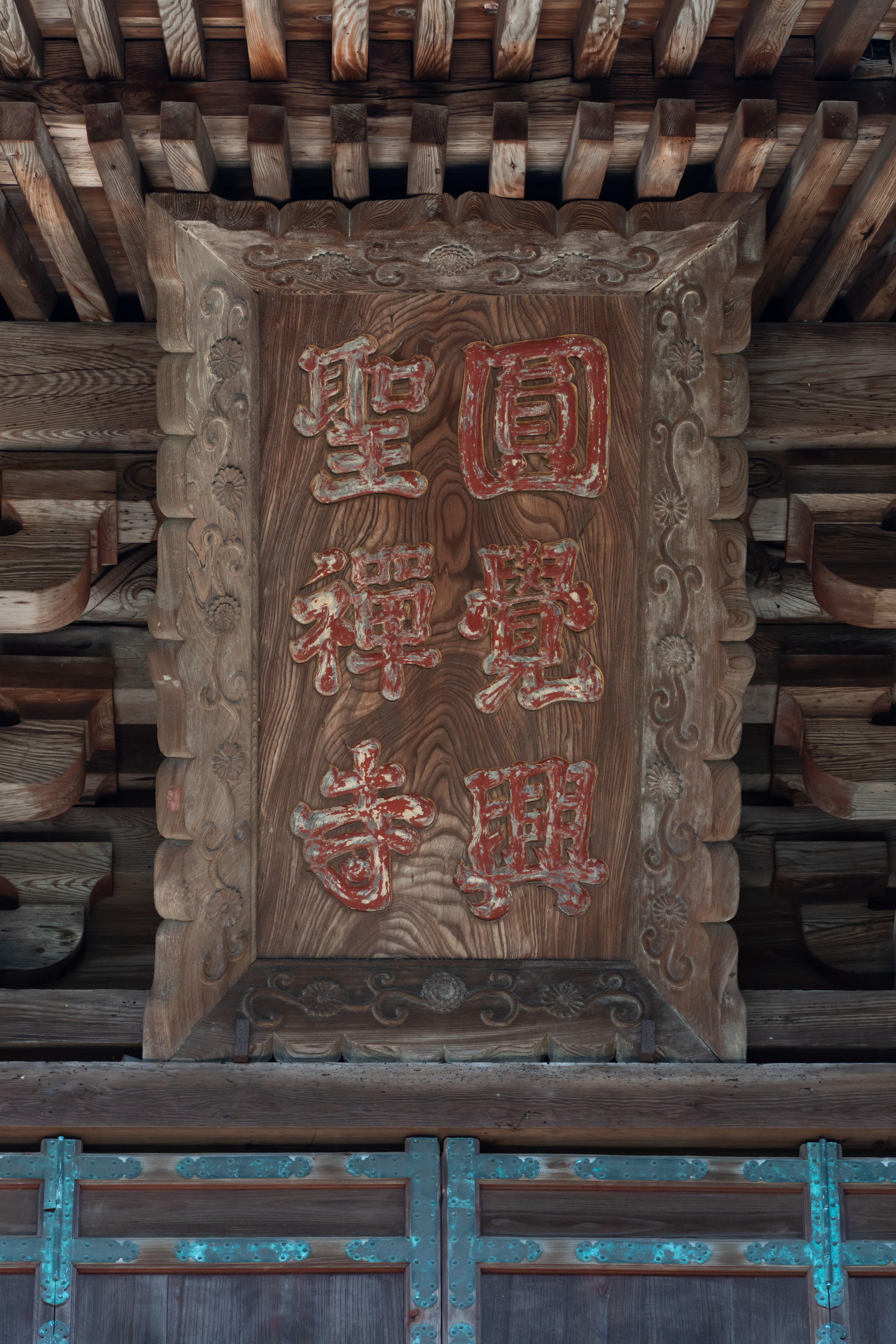
山門に掲げられた扁額
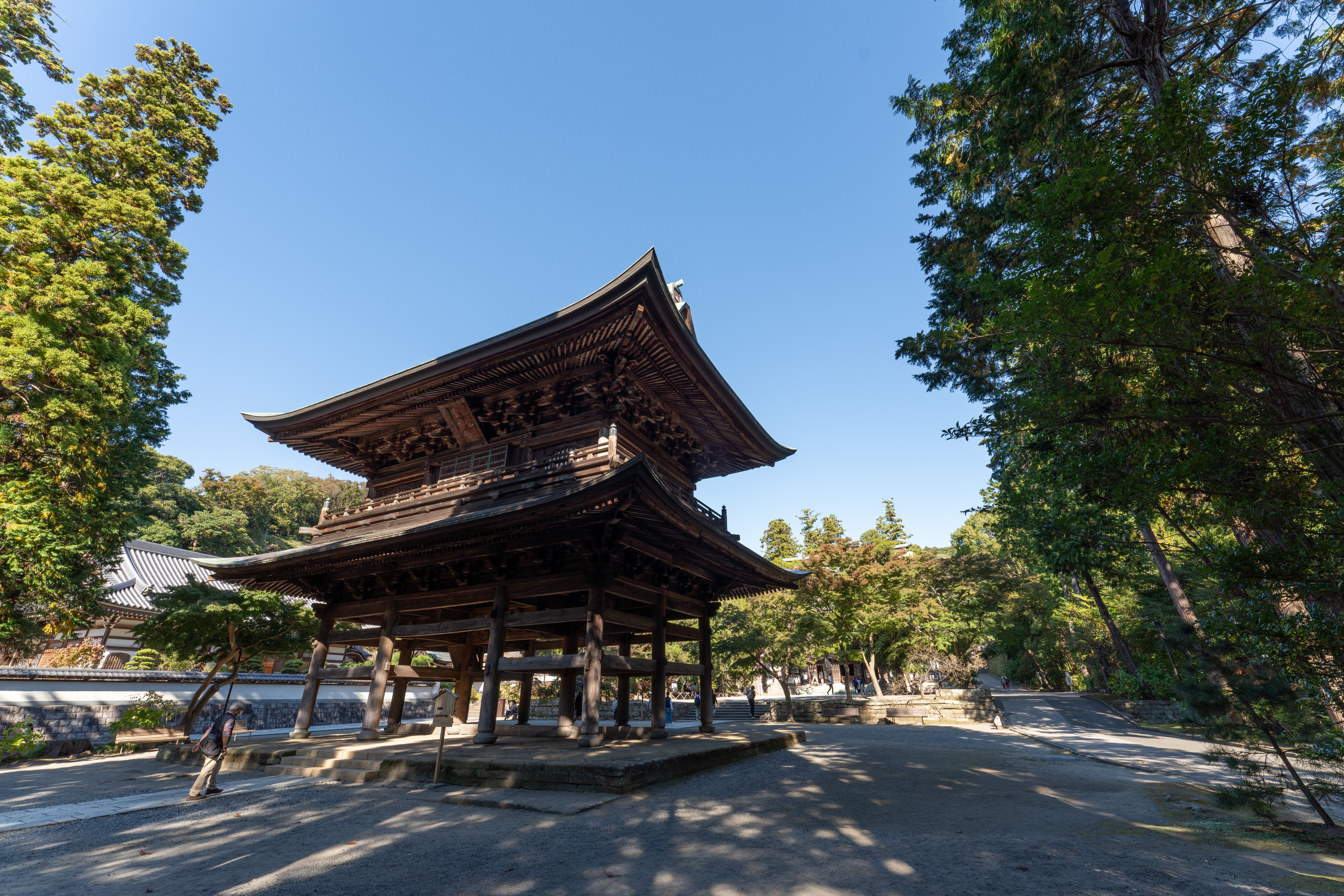
円覚寺山門

仏殿
関東大震災で倒壊し、 1964年（昭和39年）再建。鉄筋コンクリート造であるが、元亀4年（1573年）の仏殿指図（さしず、設計図）に基づいて建てられている。堂内には本尊の宝冠釈迦如来像や梵天・帝釈天像などを安置する。天井画の「白龍図」は前田青邨の監修で日本画家守屋多々志が描いた。
選仏場
元禄12年（1699年）建立の茅葺き屋根の建物。坐禅道場である。内部には薬師如来立像（南北朝時代）を安置する。仏殿が再建されるまで、この堂が仏殿を兼ねていた。
方丈
方丈は元来は寺の住持の住む建物を指すが、現在では各種儀式・行事に用いられる建物となっている。前庭のビャクシン（柏槇、和名イブキ）の古木は無学祖元手植えと伝える。
舎利殿（国宝）

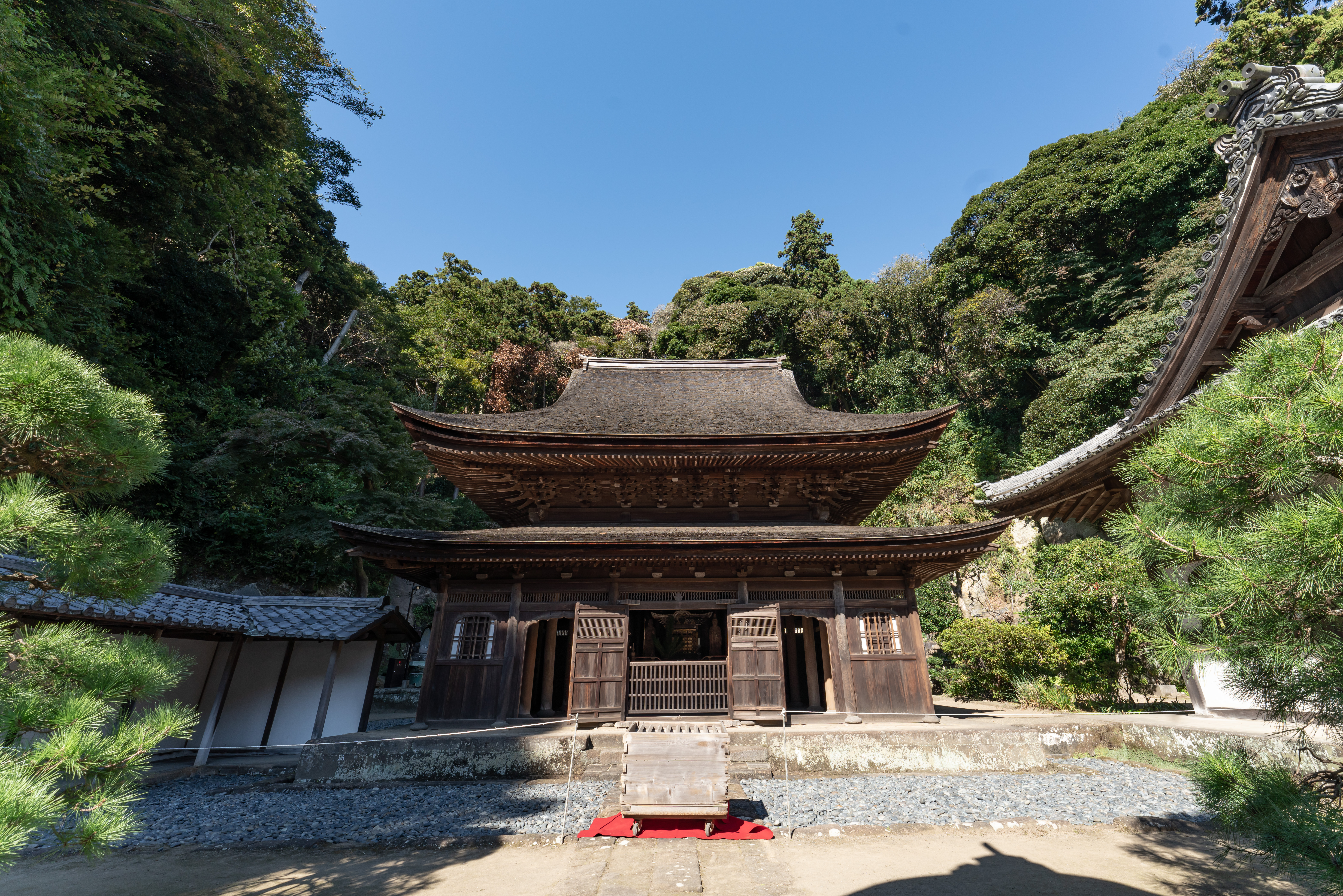
円覚寺舎利殿（国宝）

神奈川県唯一の国宝建造物で、境内の奥に位置する塔頭・正続院の中にある。「塔頭」とは禅寺などで、歴代住持の墓塔を守るために作られた付属寺院のことを指し、正続院は開山無学祖元を祀る重要な塔頭である。舎利殿は入母屋造、杮（こけら）葺き。一見2階建に見えるが一重裳階付きである。堂内中央には源実朝が南宋から請来したと伝える仏舎利（釈尊の遺骨）を安置した厨子があり、その左右に地蔵菩薩像と観音菩薩像が立つ。この建物は、組物（屋根の出を支える構造材）を密に配した形式（「詰組」という）、軒裏の垂木を平行でなく扇形に配する形式（扇垂木という）、柱・梁などの形状、花頭窓（上部がアーチ状にカーブした窓）や桟唐戸（さんからど、縦横に桟をはめた扉）の使用など、典型的な禅宗様の特徴を持つ。かつては鎌倉時代の建築と考えられてきたが、規模・形式が近似する正福寺地蔵堂が室町時代の応永14年（1407年）の建立とされたことから、同じ頃（15世紀前半）の建築と考えられている。また、鎌倉市西御門にあった尼寺太平寺（廃寺）の仏殿を移築したものと推定されている。鎌倉時代建立の善福院釈迦堂（国宝、和歌山県海南市）や功山寺仏殿（国宝、山口県下関市）とともに、禅宗様建築を代表するものと評価されている。通常は非公開で、正月3が日と11月3日前後に外観のみが公開される。なお神奈川県立歴史博物館に内部の当寸復元模型があり、上記の建築意匠を間近に確認することができる。
妙香池（みょうこうち）
夢窓疎石作と伝えられる庭園の遺構である。
弁天堂
三門から向かって右の鳥居をくぐり、長い石段を登りきった先に位置する。江ノ島弁天と関係が深く、近くには洪鐘（梵鐘）がある。

## 塔頭

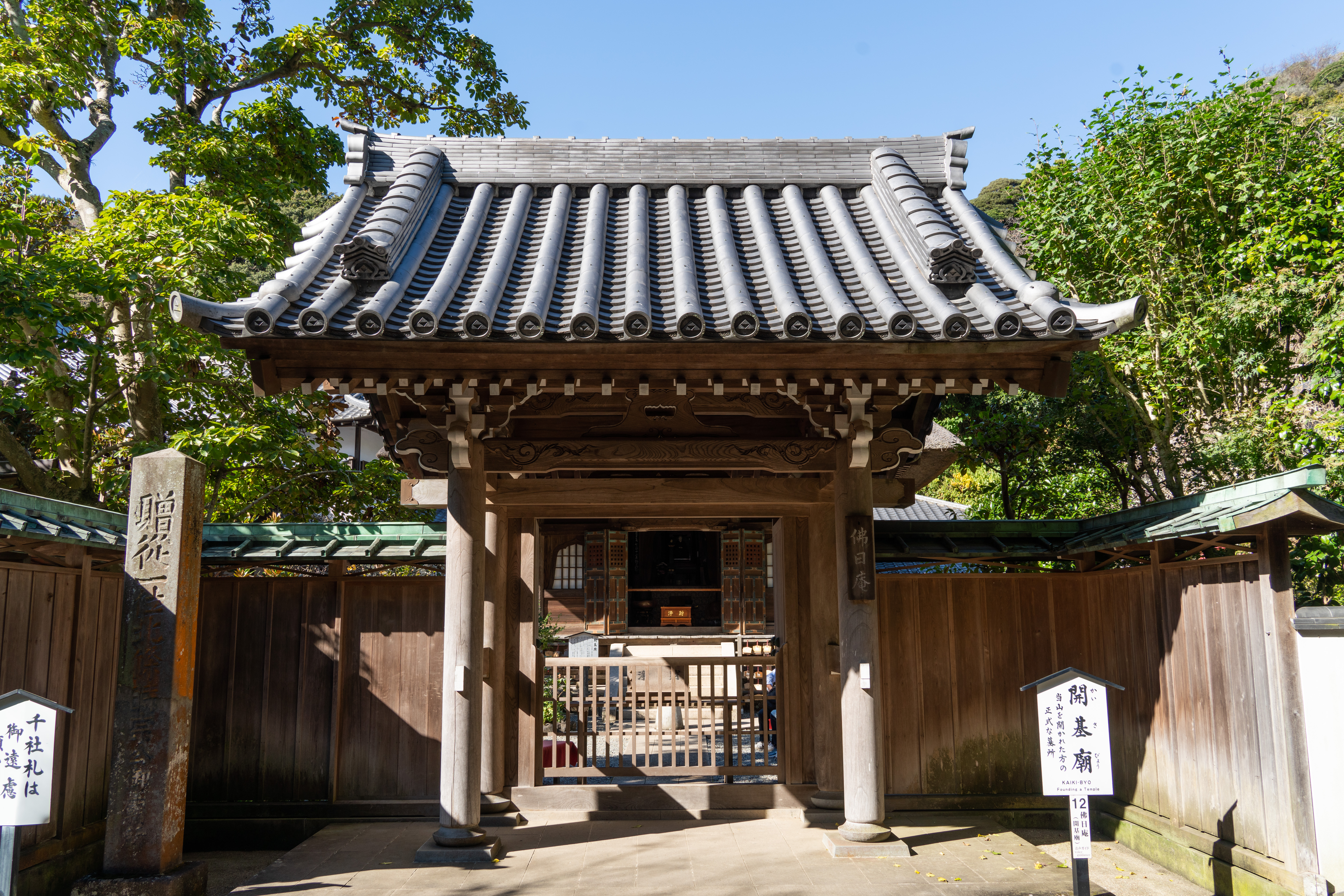
仏日庵

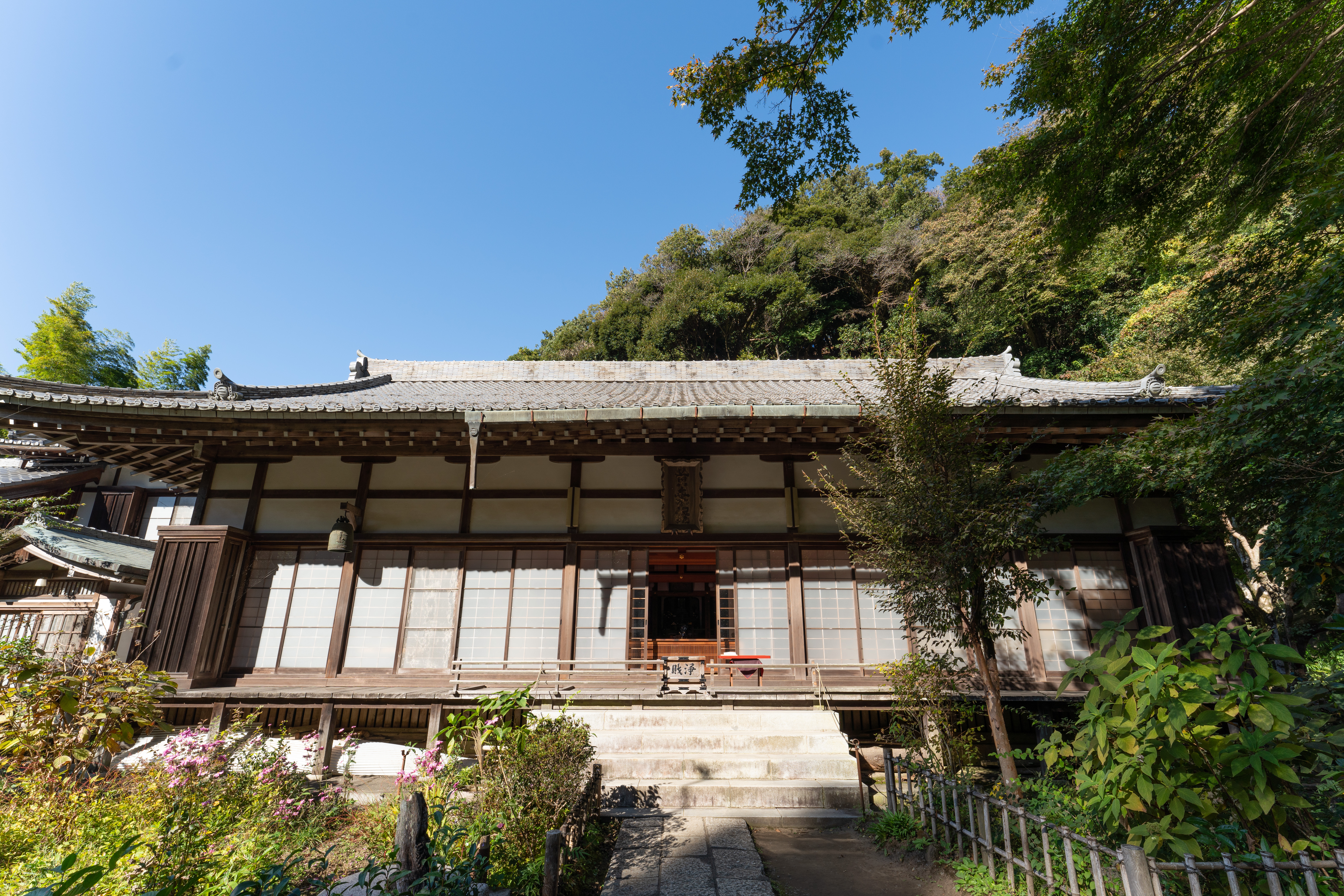
黄梅院

塔頭の本義は、祖師や高僧の墓塔を守るために、師の徳を慕う弟子らが建立した小寺院を意味するが、転じて大寺院の境内周辺に建てられた小寺院を指す。円覚寺には最盛期には42か院の塔頭があったが、現在は19か院を残す。塔頭のうち常時公開されているのは佛日庵、黄梅院、桂昌庵（閻魔堂）のみ。松嶺院は春秋などに時期を限って公開。他の塔頭は原則非公開である。
正続院（しょうぞくいん）
円覚寺の開山無学祖元（仏光国師）の塔所（開山塔）。山号は万年山。本尊は文殊菩薩。無学祖元は弘安9年（1286年）、建長寺で没した。祖元の遺骨は建長寺に葬られ、墓塔ははじめ建長寺に建立され、正続庵と称した。その後建武2年（1335年）、円覚寺15世で祖元の法孫にあたる夢窓疎石は、後醍醐天皇の勅命を奉じて、正続庵を円覚寺に移して正続院とし、祖元の墓塔も円覚寺の裏山に強制的に移された。天明元年（1781年）には円覚寺中興と称される誠拙周樗によって正続院内に坐禅道場が開かれ、今日に至っている。境内奥には無学祖元の木像を安置する開山堂があり、その手前に建つ舎利殿（昭堂）は鎌倉時代の禅宗様建築の代表例として国宝に指定されている。舎利殿は鎌倉市西御門にあった尼寺・太平寺（廃寺）から移築したものである。
佛日庵（ぶつにちあん）
8代執権北条時宗の廟所（開基廟。9代執権貞時・14代執権高時も合葬されている。本尊は地蔵菩薩。北条氏滅亡後は衰退したが、室町時代に鶴隠周音が再興して塔頭とした。本堂には地蔵菩薩坐像（鎌倉地蔵二十四所14番）と鶴隠周音像を安置。開基廟には十一面観音坐像（鎌倉観音霊場第33番）と北条時宗・貞時・高時の木像を安置。境内の茶室烟足軒は、鶴隠周音の寮舎（隠居所）の名を継いだもので、川端康成の小説『千羽鶴』に登場する茶室のモデルとなった。また、1933年（昭和8年）に中国の小説家・魯迅より寄贈されたハクモクレンとタイサンボクがある。
黄梅院（おうばいいん）
第15世夢窓疎石（夢窓国師）の塔所。山号は伝衣山。本尊は千手観音。文和3年（1354年）、華厳塔（三重塔）の跡地に夢窓の弟子の方外宏遠が開創した。
続燈庵（ぞくとうあん）
第30世大喜法忻（だいきほうきん）の塔所。山号は万富山。本尊は観音菩薩。
如意庵（にょいあん）
第36世無礙妙謙（むげみょうけん）の塔所。本尊は宝冠釈迦如来。開基は上杉憲顕で応安3年（1370年）の創建。
蔵六庵（ぞうろくあん）
宗務本所の南側の竹林の中に位置する。第2世大休正念の塔所。本尊は釈迦如来。大休正念が寿福寺に寿塔（生前に建てる墓）として開創したもので、大休の没後、門弟によって円覚寺境内に移された。
帰源院（きげんいん）
第38世傑翁是英の塔所。本尊は仏慧禅師（傑翁是英）。夏目漱石や島崎藤村が参禅したことで知られ、漱石の小説『門』に登場する一窓庵は当院がモデルである。境内には漱石の句碑がある。
臥龍庵（がりょうあん）
第17世大川道通（だいせんどうつう）の塔所。大川道通の廟。
正伝庵（しょうでんあん）
第24世明巌正因の塔所。本尊は宝冠釈迦如来。
寿徳庵（じゅとくあん）
第66世月潭中円（げったんちゅうえん）の塔所。山号は南山。本尊は聖観音。
済蔭庵（さいいんあん）（居士林）
第58世曇芳周応（どんぽうしゅうおう）の塔所。本尊は不動明王。現在は居士林、すなわち在家信者のための坐禅道場となっている。建物は牛込（東京都新宿区）にあった柳生流の剣道場を、昭和3年（1928年）柳生徹心居士より寄進され移築したものである。
龍隠庵（りょういんあん）
居士林の裏手、長い石段を上った先にある。第102世大雅省音の塔所。本尊は聖観音。
松嶺院（しょうれいいん）
第150世叔悦禅懌（しゅくえつぜんえき）の塔所。本尊は釈迦如来。もとの不閑軒。観光的には牡丹の名所として知られ、開高健（作家）、田中絹代（女優）、佐田啓二（俳優）、坂本堤（弁護士）など著名人の墓があることでも知られる。有島武郎はこの寺にしばしば逗留し、『或る女』などを書いた。寺内は通常は非公開だが例年春と秋に期日を限って公開される。
桂昌庵（けいしょうあん）
閻魔十王像を祀ることから、閻魔堂または十王堂とも呼ばれる。第49世承先道欽の塔所。本尊は地蔵菩薩（矢柄地蔵）。永禄9年（1566年）、大道寺資親の寄進により創建された
富陽庵（ふようあん）
第61世東岳文昱（とうがくぶんいく）の塔所。本尊は文殊菩薩。開基は上杉朝宗。東岳文昱が応永23年（1416年）に没しているため、その頃の創建と推測される。寺宝に東岳文昱坐像と円覚寺4世桃渓徳悟（とうけいとくご）の坐像がある。古くは夢窓疎石の筆による額があったようだが、江戸時代の後期には失われている 。
伝宗庵（でんしゅうあん）
桂昌庵脇の道を西方向に進んだ先にある。第11世南山士雲の塔所。本尊は地蔵菩薩。境内は広く、一部は北鎌倉幼稚園となっている。
白雲庵（はくうんあん）
伝宗庵のさらに西に位置する。第10世東明慧日（とうみんえにち）の塔所。本尊は宝冠釈迦如来。
雲頂庵（うんちょうあん）
山号は大機山。山内のもっとも西に位置する。蘭渓道隆の法嗣である空山円印の塔所。本尊は宝冠釈迦如来。
昌清院（しょうせいいん）
鎌倉市山﨑にある境外塔頭。如意庵の末寺。山号は山崎山。開山は如意庵8世の以足徳満。本尊は釈迦如来。

## 祭礼
- 洪鐘弁天大祭（おおがねべんてんたいさい）、別称・洪鐘祭（おおがねまつり/こうしょうさい）。国宝の梵鐘「洪鐘」が1301年（正安3年）に完成したのを祝い、江島神社と共同で60年周期で開催する祭礼。一般的な人間の寿命からみて、一生に1度か2度しか見ることが出来ない祭りといわれる[16]。直近の開催は2023年（令和5年）10月29日[17]。

## 文化財

### 国宝
建造物

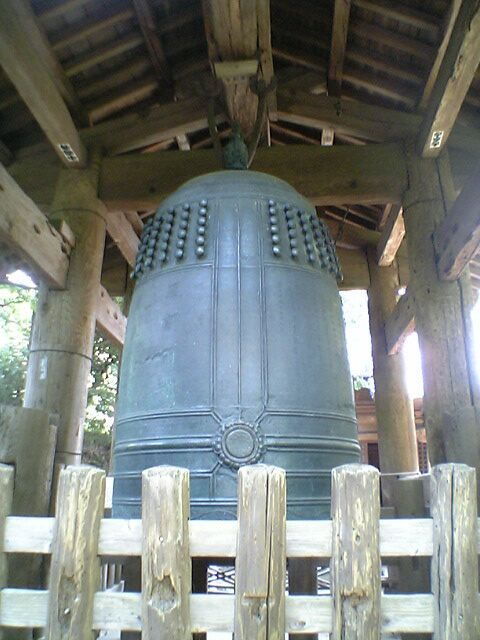
梵鐘。寺では「洪鐘（おおがね/こうしょう）と呼ぶ。

- 円覚寺舎利殿 - 指定年月日：1951（昭和26年）6月9日[18]。 - （既述）

工芸品
- 梵鐘 - 指定年月日：1953年（昭和28年）11月14日[19]。

仏殿東方の石段を上った小高い場所にある鐘楼に架かる。関東で最も大きい梵鐘で銘文は「皇帝万歳　重臣千秋　風調雨順　国泰民安」。「円覚寺鐘、正安三年八月、大檀那平貞時、住持宋西潤子曇、大工大和権守物部国光在銘」とある。寺では「洪鐘」と書いて「おおがね」と読ませている。北条貞時の寄進によるもので、正安3年（1301年）、鋳物師・物部国光の製作。高さ259.1センチメートル、口径142.4センチメートルの大作である。弁財天を真体とし、60年に1度、洪鐘弁天大祭が開かれる。

### 重要文化財
絵画

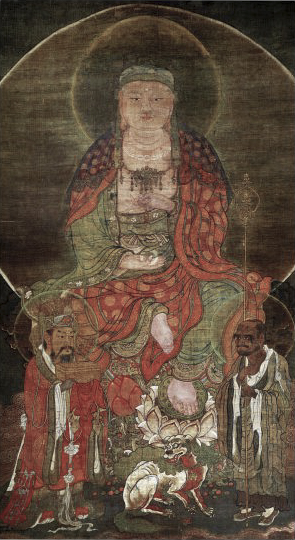
被帽地蔵菩薩像（高麗）

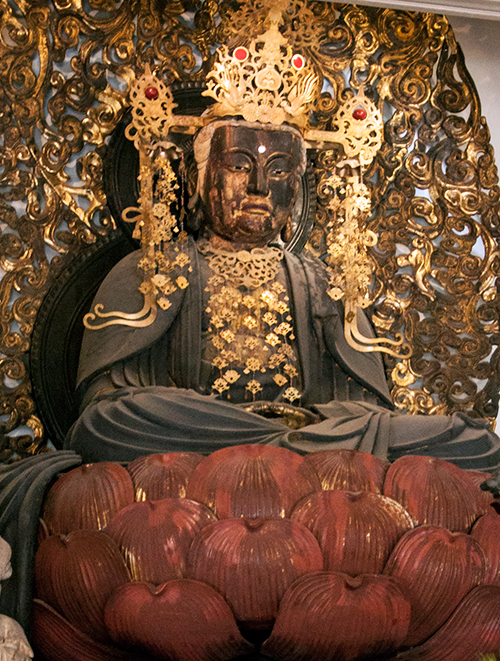
宝冠釈迦如来坐像

- 絹本著色五百羅漢像 33幅 - 指定年月日：1899年（明治32年）8月1日[21]。
- 絹本著色被帽地蔵菩薩像 - 指定年月日：1908年（明治41年）4月23日[22]。
- 絹本著色仏光国師像 - 指定年月日：[23]  - 弘安七年九月の自賛あり
- 紙本淡彩鍾馗図 山田道安筆 -指定年月日：1925年（大正14年）4月24日[24]。
- 紙本淡彩跋陀婆羅像 宗淵筆 - 指定年月日：1913（大正2年）4月13日[25]。
- 絹本著色虚空蔵菩薩像 - 指定年月日：1899年（明治32年）8月1日[26]。
- 絹本著色仏涅槃図 - 指定年月日：[27]

彫刻
- 銅造阿弥陀如来及両脇侍立像 - 指定年月日：1927年（昭和2年）4月25日[28]。

中尊台座に「文永八年十月十九日鋳奉、鋳物師賀茂延時」の刻銘がある。（文永8年は1271年）
- 木造仏光国師坐像（開山堂安置） - 指定年月日：1927年（昭和2年）4月25日[29]。

工芸品
- 円覚寺開山箪笥収納品 （一括）- 指定年月日：1979年（昭和54年）6月6日[30]。 - （細目は後述）
- 伝法衣 - 指定年月日：2011年（平成23年）6月27日[31]。
  - 九条袈裟 田相海松色地小文様綾 条葉紅葉花唐草文綾 伝・無準師範所用
  - 九条袈裟 田相浅葱地小牡丹文金紗 条葉黒地紗 伝・大休正念所用
  - 九条袈裟 田相薄茶地四葉花々折枝文顕紋紗  条葉紺地四葉花々折枝文顕紋紗 伝・無象静照所用
  - 九条袈裟 田相黄地平絹 条葉香色地平絹 伝・南山士雲所用
  - 九条袈裟 田相白茶地団龍文顕紋紗 条葉茶地紗 伝・夢窓疎石所用
  - 附：二十五条袈裟 1領、坐具 2枚、包裂 1枚
- 髹漆（須弥壇一基／前机一脚） - 指定年月日：1925年（大正14年）4月24日[32]。
- 青磁袴腰香炉 - 指定年月日：1915年（大正4年）3月26日[33]。

古文書
- 紙本墨書円覚寺年中用米注進状 （弘安六年九月廿七日）- 指定年月日：1905年（明治38年）4月4日[34]。
- 紙本墨書円覚寺制符（乾元二年二月十二日） - 指定年月日：1936年（昭和11年）5月6日[35]。
- 紙本墨書円覚寺禁制（永仁二年正月日） - 指定年月日：1936年（昭和11年）5月6日[36]。

僧侶などの行動に対して、北条貞時が檀那として禅律寺院に規律を正すべく禁制を定めたもの。
- 紙本淡彩円覚寺境内絵図 - 指定年月日：1905年（明治38年）4月4日[37]。
- 円覚寺文書（三百八十六通）20巻、57幅、1冊、279通 - 指定年月日：1985年（昭和60年）6月6日[38]。 - 2004年度に20通が追加指定されている[注釈 4]。
- 紙本墨書北条時宗書状 （弘安元年十二月廿三日） - 指定年月日：1905年（明治38年）4月4日[39]。
- 紙本墨書北条時宗書状 （七月十八日） - 指定年月日：1905年（明治38年）4月4日[40]。
- 紙本墨書祖元書状 （七月十八日） - 指定年月日：1905年（明治38年）4月4日[41]。
- 印章「無學」2顆[注釈 5] - 指定年月日：1936年（昭和11年）5月6日[42]。
- 紙本淡彩富田庄図 - 指定年月日：1905年（明治38年）4月4日[43]。
- 紙本墨書仏日庵公物目録 - 指定年月日：1936年（昭和11年）5月6日[44] - 「貞治二年同四年法清、崇珊、圭照」の裏書あり。
- 定額寺官符 - 指定年月日：1899年（明治32年）8月1日[45] - 円覚寺が定額寺となったさいに下された太政官符。
- 寒山詩（五山版） - 指定年月日：1959年（昭和34年）6月27日[46] - 正中二年十月刊記

書跡・典籍
- 足利義満筆額字 普現、宿竜、桂昌 3幅 - 指定年月日：1961年（昭和36年）2月17日[47]。

歴史資料
- 円覚寺仏殿造営図 - 指定年月日：2011年（平成23年）6月27日[48]。

鎌倉国宝館寄託。元亀４年（1573年）に円覚寺仏殿再興を目的に制作され、禅宗様の代表的建築である中世五山仏殿の構造形式を、指図（平面図）と建地割図（断面図）で表された精緻な建築設計図である。指図裏書に「瑞鹿山円覚寺仏殿差図／元亀四〈癸／酉〉年三月□日」とあり、建地割図裏書に「瑞鹿山円覚寺仏殿地割之図／元亀四〈癸／酉〉年三月廿三日／納所　徳満／棟梁弟子山井清三為定／棟梁　澁屋宗右衛門尉盛次／大工　高階大和守次泰／維那　文守／参暇　周璜／奉行　法葩／帰源庵頭是罕置旃」とある。

#### 文化財（子院所有分）
- （帰源院所有）
  - 絹本著色之庵和尚像 元弘三年自賛
- （蔵六庵所有）
  - 大休正念法語（弘安元年五月）
- （伝宗庵所有）
  - 木造地蔵菩薩坐像
- （白雲庵所有）
  - 木造東明禅師坐像
- （黄梅院所有）
  - 絹本著色夢窓国師像 自賛あり
  - 華厳塔勧縁疏
  - 黄梅院文書（百一通）27巻、1冊、6幅、6通
- （続燈庵所有）
  - 銅造仏応禅師骨壺 嘉暦二年夢窓疎石の銘あり
- （正伝庵所有）
  - 木造明巌正因坐像 院応作 像底に明岩老師尊像、貞治四年、仏師院応等の朱書銘、像内に貞治四年、作者院応等の墨書銘がある[49][50]

上記の文化財のうち、国宝の梵鐘は常時見学可能。梵鐘、木造仏光国師坐像、須弥壇、東明禅師坐像（白雲庵）以外の重要文化財の大部分は鎌倉国宝館に寄託されており、同館の展示で順次公開されるほか、例年11月3日前後に3日間行われる「宝物風入れ」という行事の際、寺内で公開される。なお、近くの建長寺でも同時期に同様の「宝物風入れ」が実施される。
※典拠：2000年（平成12年）までの指定物件については、『国宝・重要文化財大全 別巻』（所有者別総合目録・名称総索引・統計資料）（毎日新聞社、2000）による。

### 国の史跡
- 円覚寺境内 - 指定年月日:1967年（昭和42年）4月24日[51]。

### 国の史跡・名勝
- 円覚寺庭園 - 指定年月日：1932年（昭和7年）7月23日[52] - 指定範囲は白鷺池付近と妙香池付近の2か所[53]。

### 神奈川県指定文化財
建造物
- 円覚寺山門 附 棟札1枚 - 指定年月日：2002年（平成7年）2月14日[54] - 棟札は鎌倉国宝館寄託。

絵画
- 絹本著色 五百羅漢図 16幅 - 指定年月日：1953年（昭和28年）12月22日[55] - 一幅に十羅漢ずつ描かれている。室町時代作。鎌倉国宝館寄託。
- 絹本著色 十六羅漢図 16幅 - 指定年月日：1953年（昭和28年）12月22日[55] - 県立歴史博物館寄託。
- 絹本著色 仏鑑禅師像図 １幅 - 指定年月日：1954年（昭和29年）7月27日[55] - 鎌倉国宝館寄託。

工芸
- 鰐口（円覚寺） - 指定年月日：1969年（昭和44年）12月2日[56] - 「天文九年」の銘あり。
- 屈輪文彫木朱漆大香合 - 指定年月日： 平成11年11月26日[57] - 鎌倉国宝館寄託。

### 鎌倉市指定文化財
絵画
- 絹本墨画 水月観音図 - 指定文化財：1997年（平成9年）10月13日[58]。
- 絹本著色 羅漢図 - 指定年月日：2012年（平成24）2月17日[58]。
- 絹本著色 五百羅漢図 - 指定年月日：2019年（平成31年）2月20日[58]。

彫刻
- 木造 宝冠釈迦如来坐像 - 指定年月日：1971年（昭和46年）9月11日[59]。
- 木造 文殊菩薩騎獅半跏像 - 指定年月日：1980年（昭和55年）6月11日[60]。
- 木造 薬師如来立像 - 指定年月日：2007年（平成19年）11月22日[61]。
- 木造 観音菩薩立像・地蔵菩薩立像 2躯 - 指定年月日：2014年（平成26年）2月14日[61]。
- 木造 梵天・帝釈天立像 2躯 - 指定年月日：2018年（平成30年）2月15日[61]。

工芸
- 木造朱漆塗 前机 - 指定年月日：1971年（昭46年）9月11日[62]。
- 銅造 梵鐘 - 指定年月日：2002年（平成14年）11月15日[62]。
- 銅造 鏧子 - 指定年月日：2007年（平成19年）11月22日[62]。鎌倉国宝館寄託。
- 銅造 灌仏盤 - 指定年月日：2007年（平成19年）11月22日[62]。

天然記念物
- ビャクシン 1株 - 指定年月日：1963年（昭和38年）7月17日[63]。
- ウスキモクセイ 1株 - 指定年月日：1973年（昭和48年）4月11日[63]。
- ビャクシン 1株 - 指定年月日：1974年（昭49年）4月10日[63]。

### 焼失した文化財
- 法華経 足利尊氏筆（続燈庵旧蔵）
- 銅経筒 元亨3年銘（続燈庵旧蔵）

以上2件は旧国宝（文化財保護法における「重要文化財」に相当）に指定されていたが、関東大震災時に続燈庵で火災が発生した際に焼失した。

### 開山箪笥収納品
円覚寺に伝来する、「開山箪笥」（かいさんたんす）と称される箪笥の引き出しに収納される染織品等の一括遺品で、寺では開山無学祖元所用の遺品と伝えて重視している。箪笥は平素は封印されており、年に一度、11月3日前後に行われる「宝物風入れ」の際にのみ、封が解かれ収納品が公開される。収納品には、中国及び日本の中世の染織品が含まれ、染織工芸史研究上、貴重な資料である。昭和54年（1979年）に重要文化財に指定された。指定品の明細は以下のとおりである。
＜ ＞内は特別展図録『鎌倉円覚寺の名宝』（五島美術館、2006）による表記。時代表記も同図録による。
- 丹地霊芝形雲文金襴九条袈裟 明時代
- 黄地片輪車文綾九条袈裟 坐具付＜褪紅色葦手文綾九条袈裟＞ 南宋時代・鎌倉時代
- 香色地平絹九条袈裟 南宋 - 元時代
- 紺地宝尽雲文銀襴九条袈裟 坐具付＜紺地霊芝雲文銀襴九条袈裟＞ 明時代
- 黄地牡丹文紗掛絡（から）＜黄地牡丹折枝文羅大絡子＞ 南宋時代
- 黄地菱繋文綾直綴（じきとつ）＜黄地入子菱文綾直綴＞ 元時代
- 黄地平絹直綴＜金茶地平絹直綴＞ 鎌倉時代
- 白地平絹禅衣（ぜんね） 鎌倉時代
- 萌黄地平絹頭陀袋＜萌黄地紬頭陀袋＞ 南宋時代・室町時代
- 石畳縫合地果蝶雲文刺繍袱子＜緞子縫合編繍大袱紗＞ 明時代
- 酔翁亭図堆黒盆 南宋時代
- 椿梅竹文堆朱盆 南宋 - 元時代
- 孔雀牡丹文堆朱香合 南宋時代
- 尾長鳥椿文堆黒香合 南宋時代
- 念珠 3連 鎌倉時代
- 払子 2握 鎌倉時代
- 団扇（だんせん） 江戸時代
- 竹箆（しっぺい） 時代不詳
- 環 4箇 南宋 - 明時代
- 組紐残欠 2条 鎌倉時代
- 附:欝金地桐竹鳳凰文縫箔槌巾（ついきん） 桃山時代
- 附:染付合子 明時代
- 附:黒角製香合 南宋 - 元時代

## アクセス
- 横須賀線（JR東日本）北鎌倉駅下車すぐ（駅改札を出たところが境内）
- 上大岡駅④のりば・港南区総合庁舎前②のりばより江ノ電バス　A21大船駅東口経由鎌倉駅東口行き　に乗車し、北鎌倉下車すぐ
- 本郷台駅②のりばより江ノ電バス　K4大船駅東口経由鎌倉駅東口行き　に乗車し、北鎌倉下車すぐ

## ギャラリー

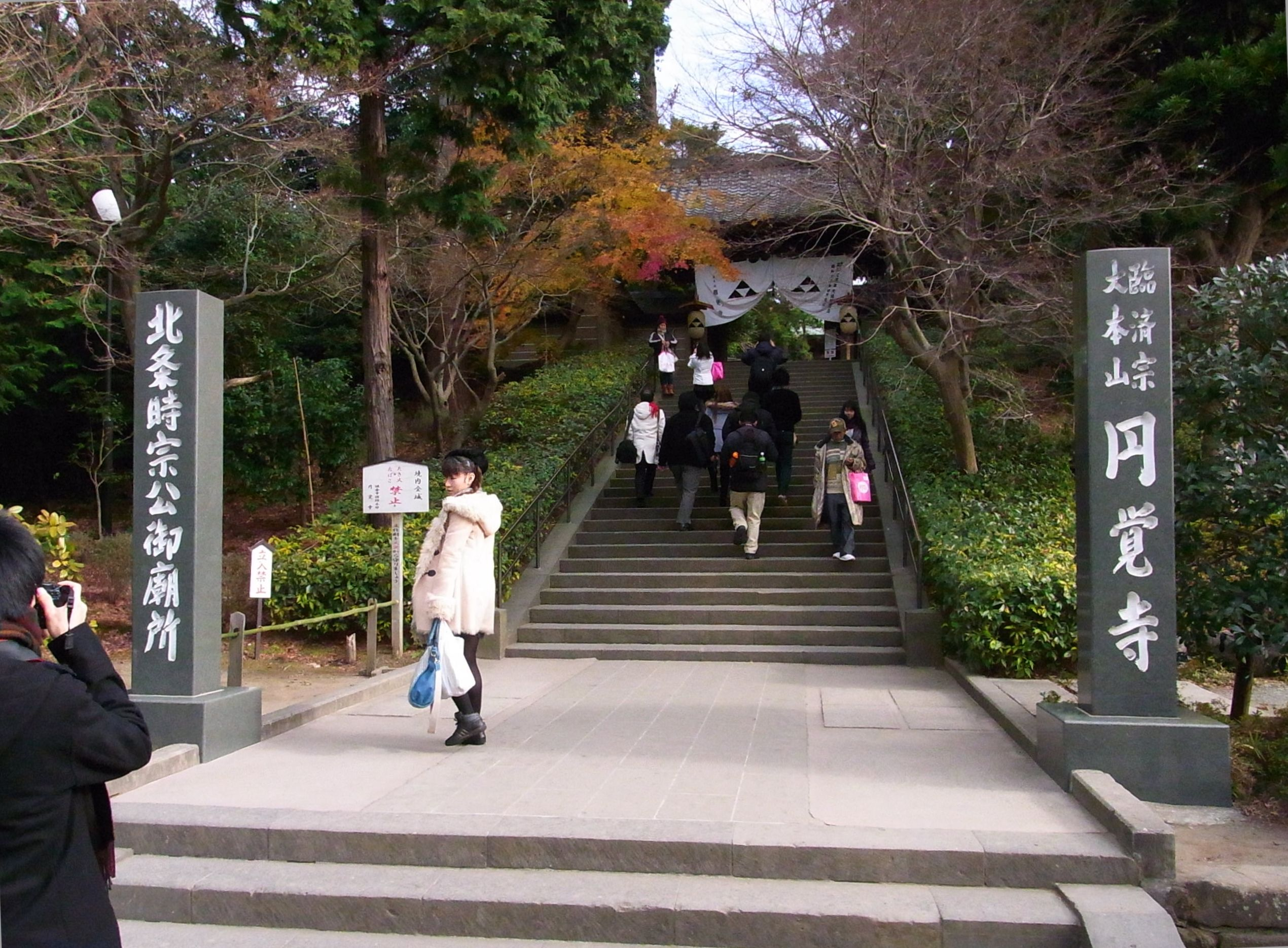
寺号標と総門（2011年1月撮影）
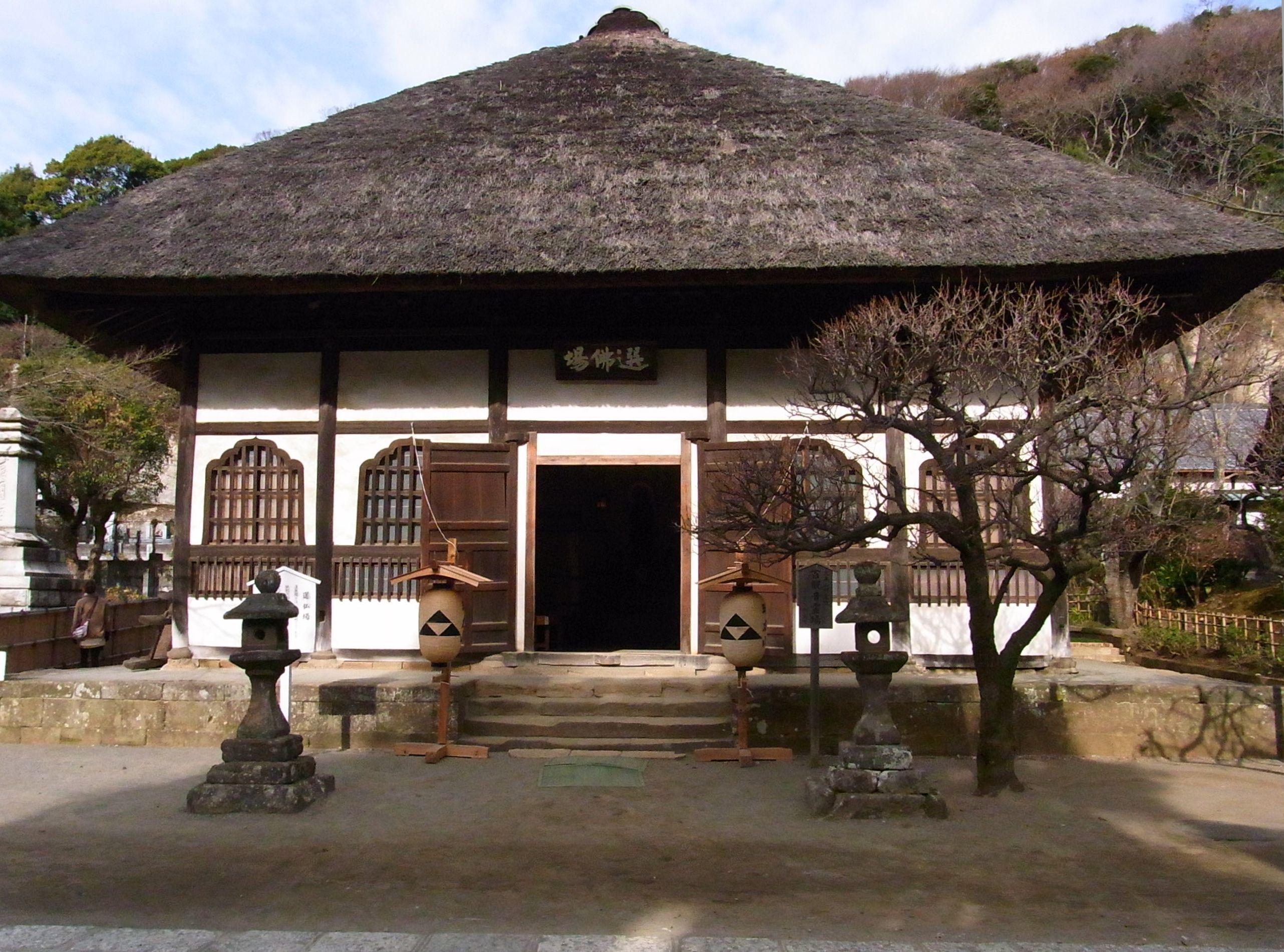
円覚寺選仏場（2011年1月撮影）
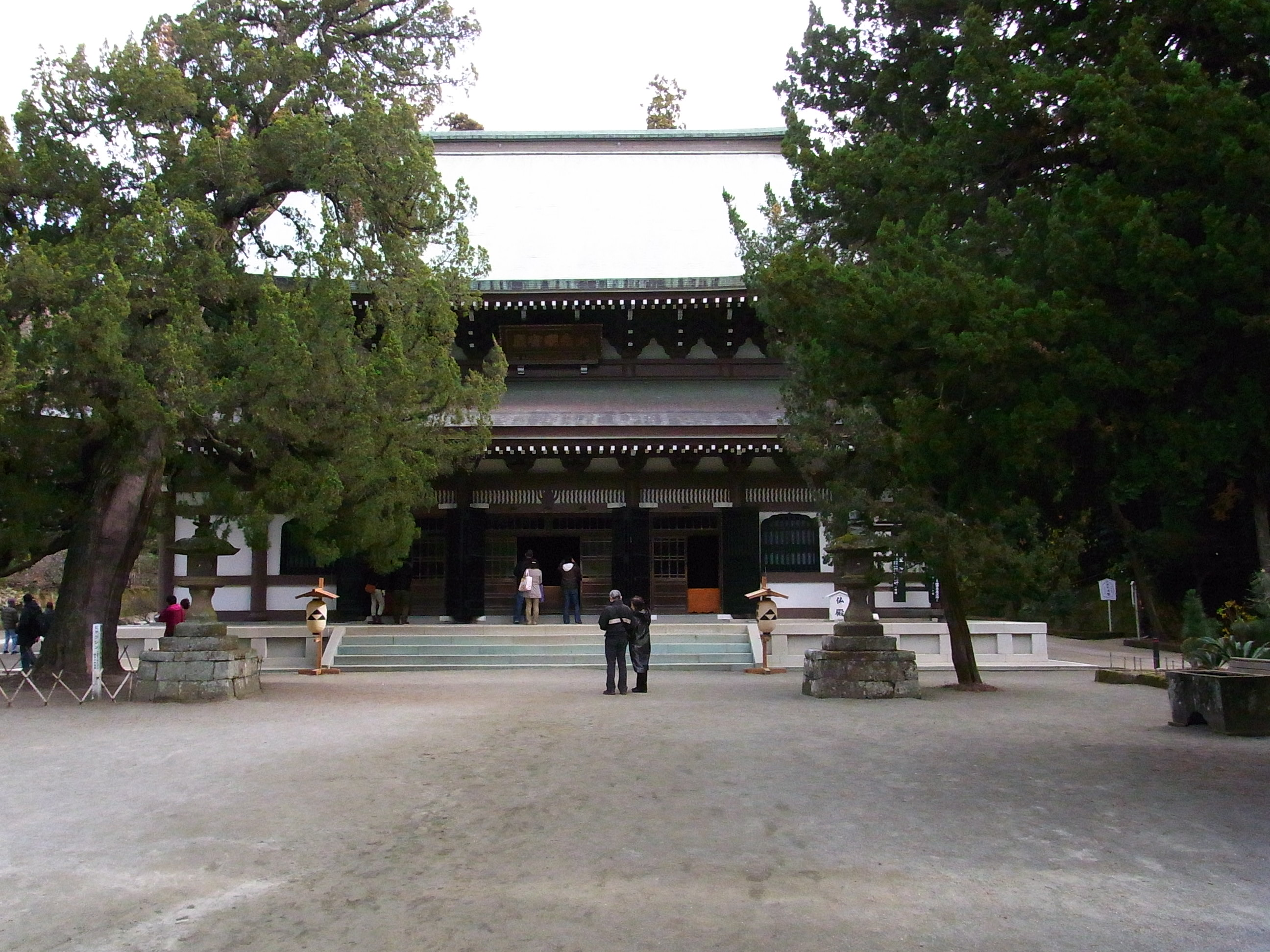
仏殿（2011年1月撮影）
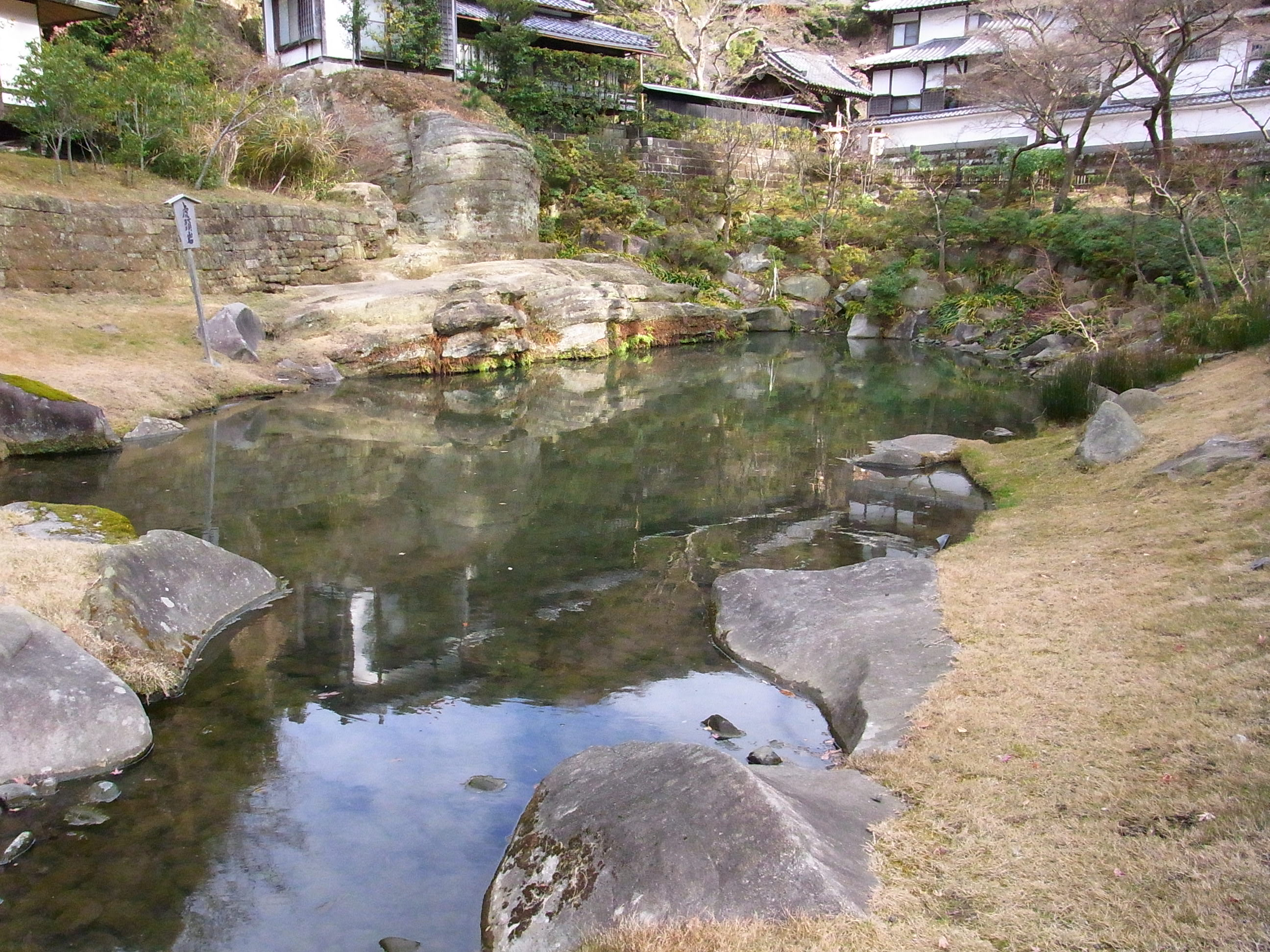
妙香池（2011年1月撮影）
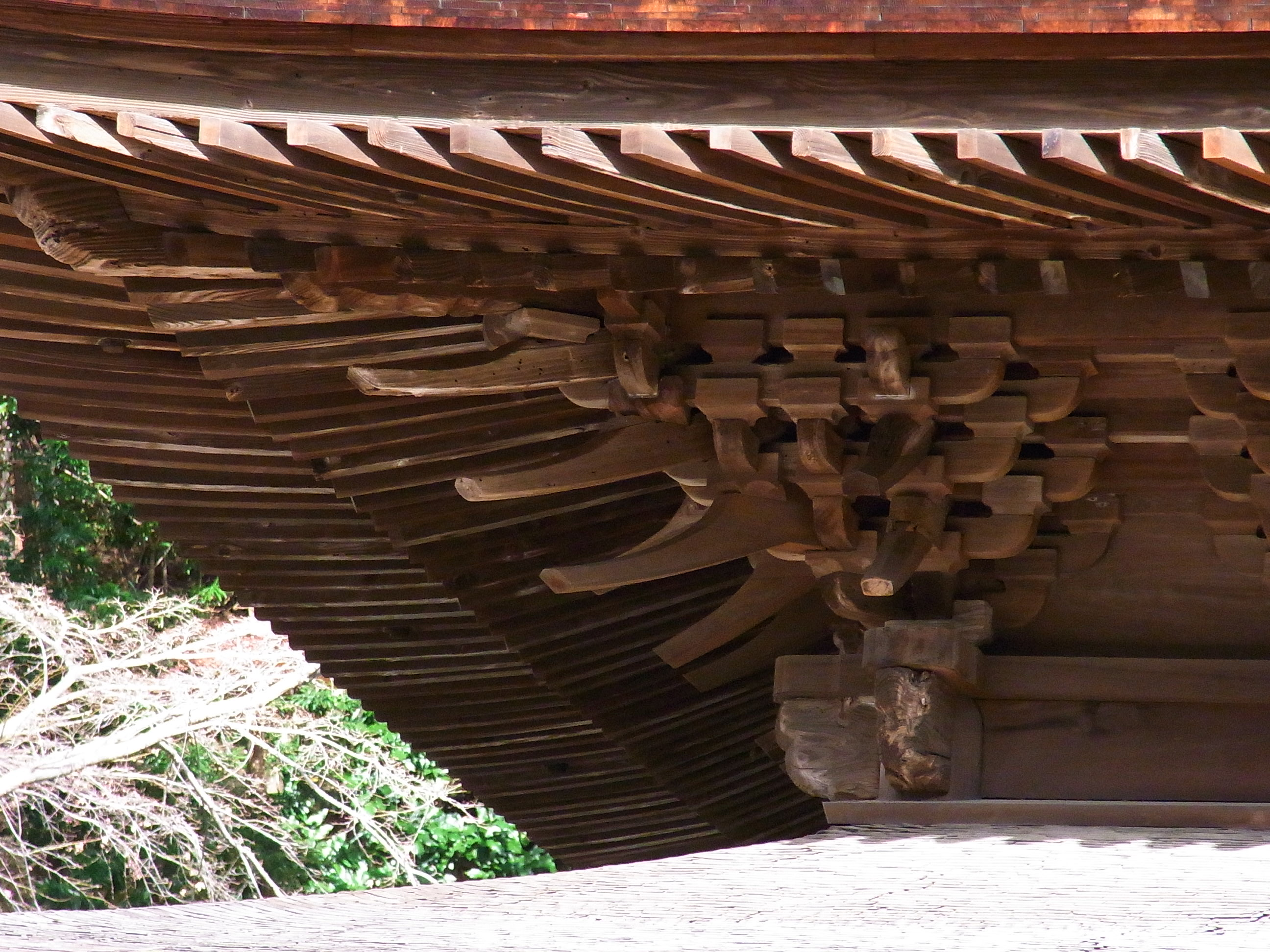
舎利殿の軒下の組物（2011年1月撮影）

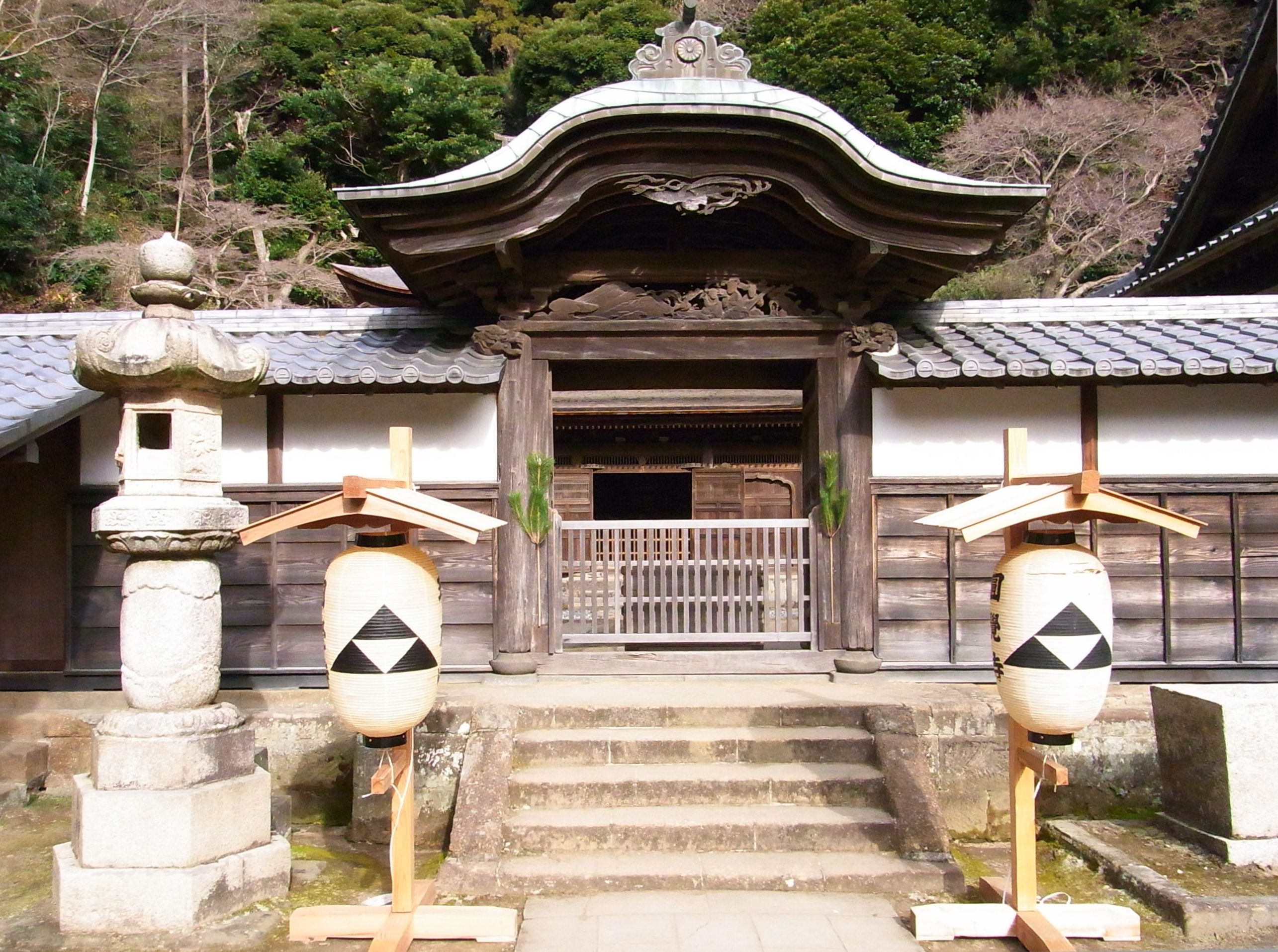
正続院唐門（舎利殿前）（2011年1月撮影）
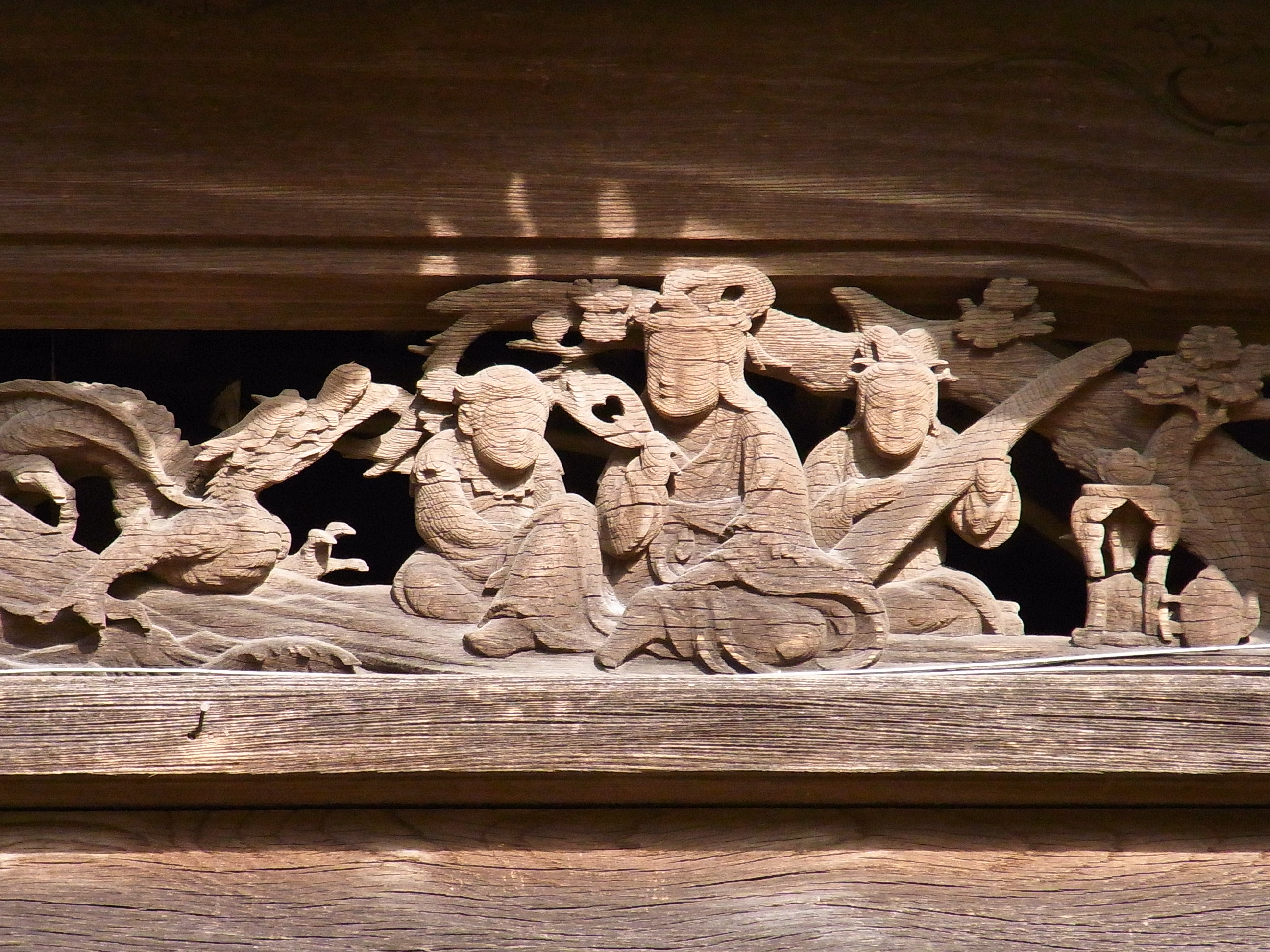
正続院唐門の彫物（2011年1月撮影）
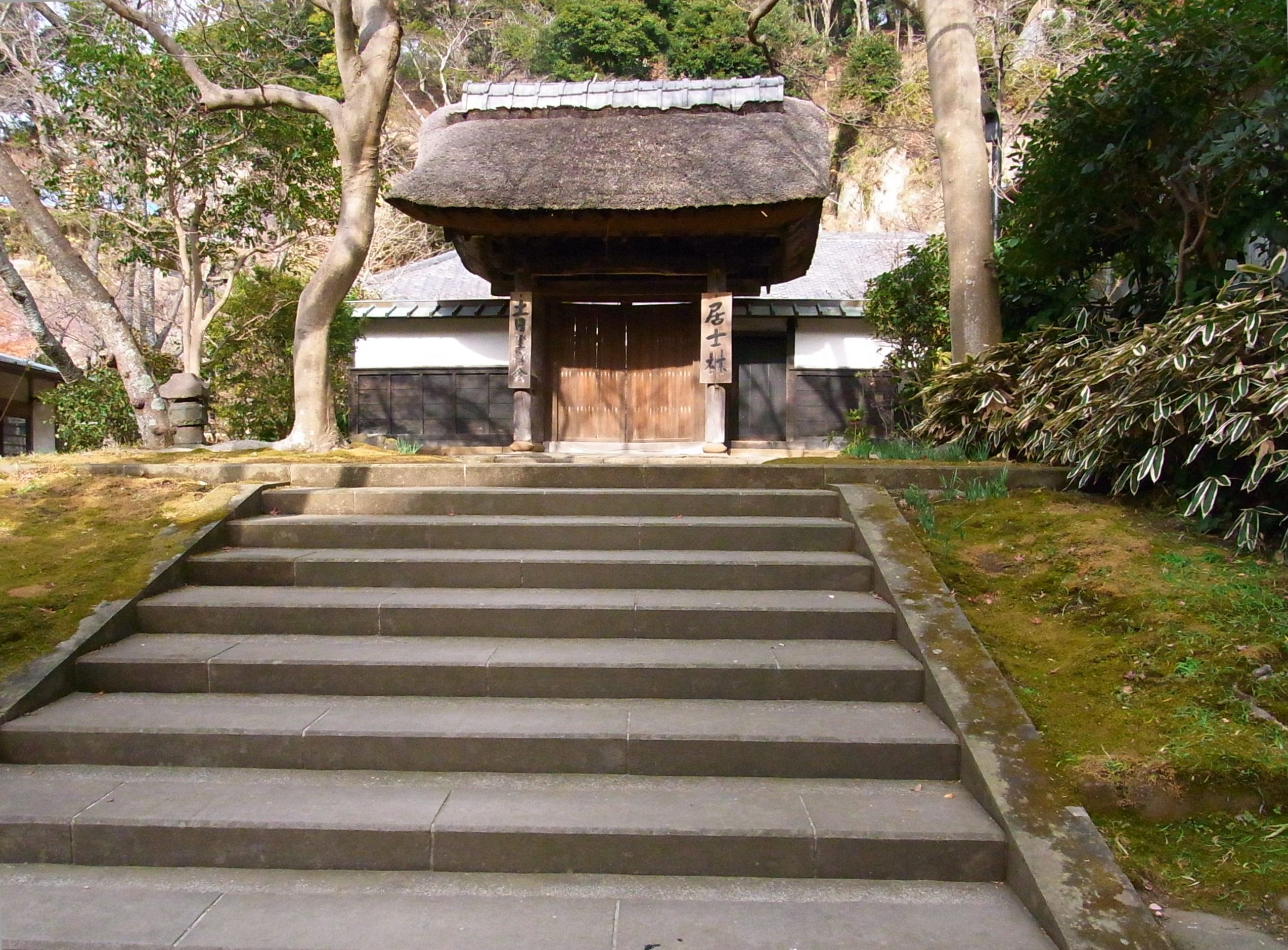
円覚寺居士林（2011年1月撮影）
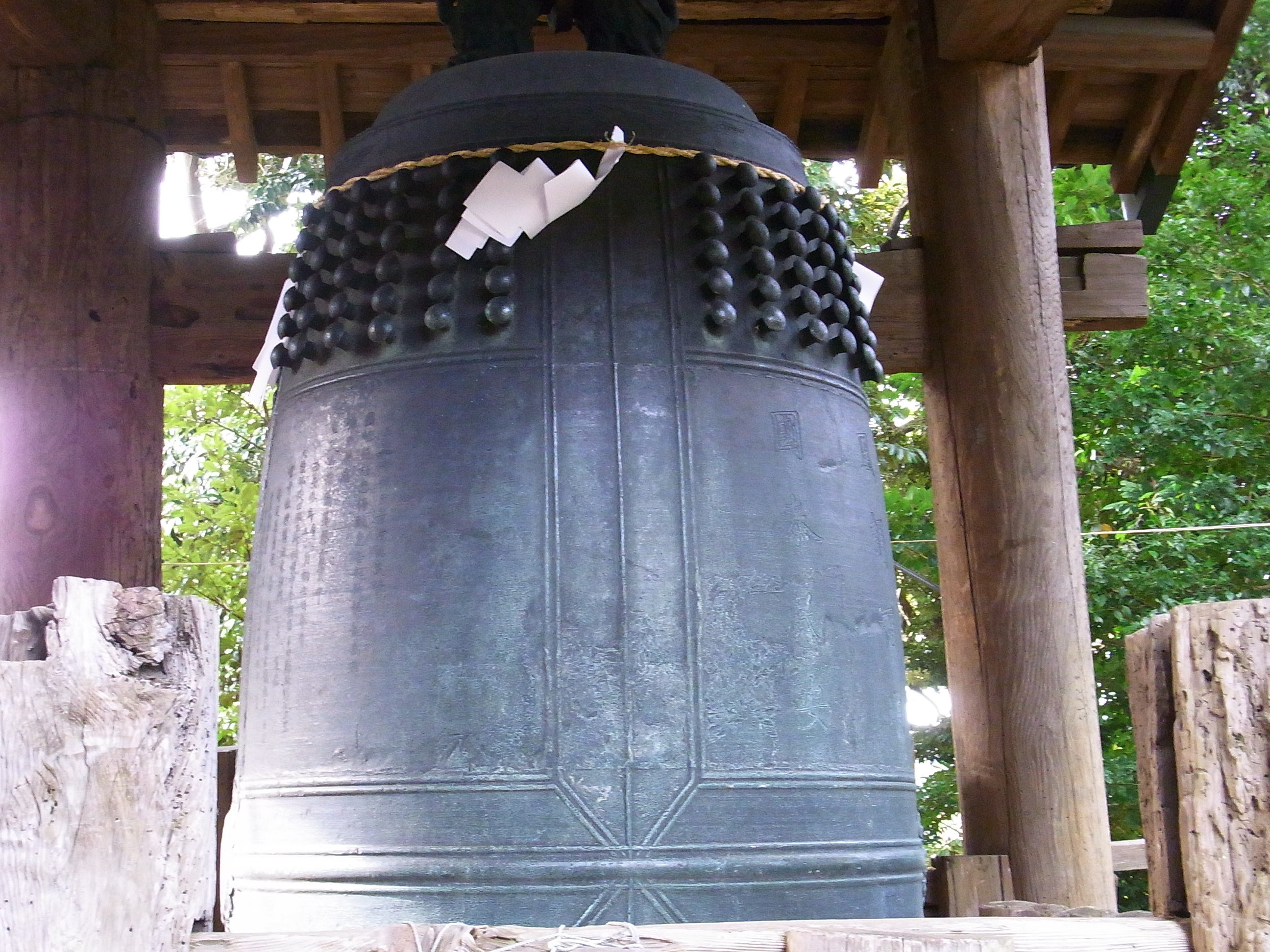
梵鐘（2011年1月撮影）
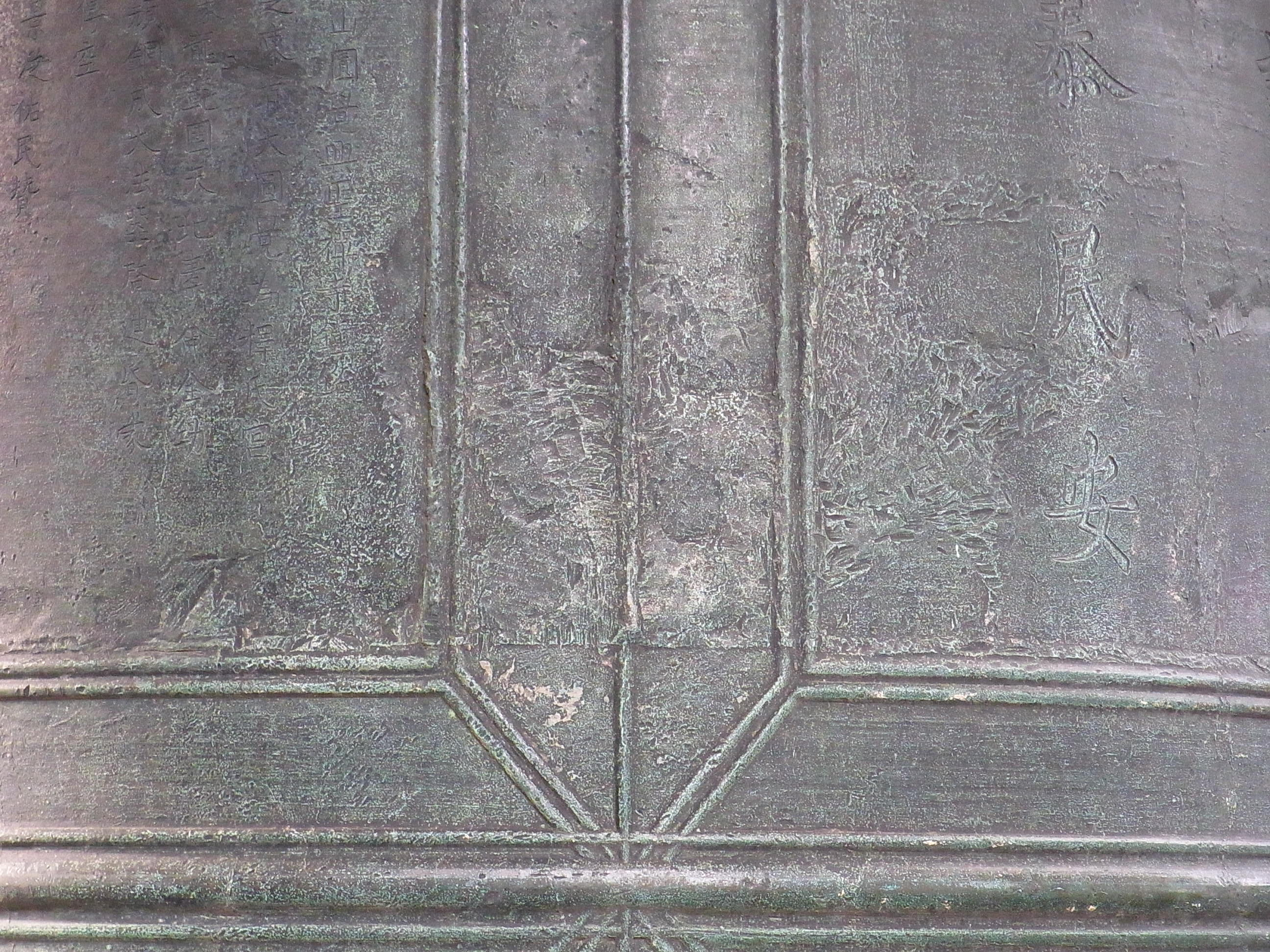
梵鐘の部分（銘文が確認できる）（2011年1月撮影）